# Catocala ellenensis
Catocala ellenensis är en fjärilsart som beskrevs av Reift. Catocala ellenensis ingår i släktet Catocala och familjen nattflyn. Inga underarter finns listade i Catalogue of Life.